# Jan Koppenaal
Jan Koppenaal (Stad aan 't Haringvliet, 12 september 1942) is een Nederlands politicus van de VVD.
Hij was waarnemend gemeentesecretaris van de gemeente Heinenoord voor hij in april 1978 benoemd werd tot burgemeester van Broek in Waterland. In 1983 werd hij tevens waarnemend burgemeester van Wijdewormer. Bij de gemeentelijke herindeling op 1 januari 1991 ging Broek in Waterland op in de nieuwe gemeente Waterland en Wijdewormer ging op in de nieuwe gemeente Wormerland waarvan hij op die datum de burgemeester werd. In maart 2000 ging hij daar vervroegd met pensioen.